# Уинтър: Историята на един делфин
„Уинтър: Историята на един делфин“ (на английски: Dolphin Tale) е американска семейна драма от 2011 г. на режисьора Чарлс Мартин Смит, по сценарий на Карън Янсзен и Ноан Дроми по едноименния му роман. Във филма участват Хари Коник младши, Ашли Джъд, Нейтън Гембъл, Крис Кристоферсън, Кози Цуелсдорф (в нейния филмов дебют) и Морган Фрийман. Книгата и филма са вдъхновени от истинската история на афалата Уинтър, който е спасен през декември 2005 г. край бреговете на Флорида и взети от морския аквариум „Клиъруотър“. Във филма, Уинтър си губи опашката след като се оплита с въже, прикрепено към капан за раци, и е снабден с протез.
Филмът е пуснат на 23 септември 2011 г. от „Уорнър Брос Пикчърс“, получава положителни отзиви от критиката и печели 95.9 млн. щ.д. при бюджет от 37 млн. щ.д. Продължението – „Историята на един делфин 2“ е пуснат на 12 септември 2014 г.